# Галектин-3
Галектин-3 (англ. Galectin 3) – білок, який кодується геном LGALS3, розташованим у людей на довгому плечі 14-ї хромосоми. Довжина поліпептидного ланцюга білка становить 250 амінокислот, а молекулярна маса — 26 152.
| 10         |  | 20         |  | 30         |  | 40         |  | 50         |
| ---------- |  | ---------- |  | ---------- |  | ---------- |  | ---------- |
| MADNFSLHDA |  | LSGSGNPNPQ |  | GWPGAWGNQP |  | AGAGGYPGAS |  | YPGAYPGQAP |
| PGAYPGQAPP |  | GAYPGAPGAY |  | PGAPAPGVYP |  | GPPSGPGAYP |  | SSGQPSATGA |
| YPATGPYGAP |  | AGPLIVPYNL |  | PLPGGVVPRM |  | LITILGTVKP |  | NANRIALDFQ |
| RGNDVAFHFN |  | PRFNENNRRV |  | IVCNTKLDNN |  | WGREERQSVF |  | PFESGKPFKI |
| QVLVEPDHFK |  | VAVNDAHLLQ |  | YNHRVKKLNE |  | ISKLGISGDI |  | DLTSASYTMI |
|            |  |            |  |            |  |            |  |            |

A: Аланін

C: Цистеїн

D: Аспарагінова кислота

E: Глутамінова кислота

F: Фенілаланін

G: Гліцин

H: Гістидин

I: Ізолейцин

K: Лізин

L: Лейцин

M: Метіонін

N: Аспарагін

P: Пролін

Q: Глутамін

R: Аргінін

S: Серин

T: Треонін

V: Валін

W: Триптофан

Цей білок належить до фосфопротеїнів. 
Задіяний у таких біологічних процесах, як вроджений імунітет, процесинг мРНК, сплайсинг мРНК, диференціація клітин, ацетилювання. 
Білок має сайт для зв'язування з лектинами, імуноглобуліном IgE. 
Локалізований у цитоплазмі, ядрі.
Також секретований назовні.

## Біомаркер
Галектин-3 є маркером хронічної серцевої недостатності.
Актуальним напрямком медико-біологічних досліджень є вивчення нових біологічних маркерів хронічної серцевої недостатності (ХСН), які можуть служити корисним інструментом моніторингу ефективності фармакотерапії (персоналізованої медицини), ранньої діагностики захворювання, прогнозу його клінічних результатів і відігравати важливу роль в стратифікації ризику пацієнтів. На сьогоднішній день[коли?] в клінічну практику введено лише один біомаркер ХСН — мозковий натрійуретичний пептид (BNP)[джерело?]. У зв'язку з цим видається актуальним пошук нових біомаркерів ХСН, здатних компенсувати ці недоліки. Дані експериментальних досліджень, отримані за допомогою застосування різних моделей серцево-судинних захворювань, свідчать про можливу біомаркерну функції галектина-3, що є індуктором фіброзу і ремоделювання міокарду.